# Sinophorus halli
Sinophorus halli là một loài tò vò trong họ Ichneumonidae.